# Maria od Jezusa d’Oultremont
Maria od Jezusa (ur. 11 października 1818 w prowincji Liège, zm. 22 lutego 1878 we Florencji) – belgijska zakonnica, Błogosławiona Kościoła katolickiego.

## Życiorys
Pochodziła ze szlacheckiej rodziny. Wyszła za mąż za barona d’Hooghvorsta i miała z nim dwóch synów i dwie córki. W 1847 roku zmarł jej mąż, a ona 1 maja 1857 roku założyła Instytut w Strasburgu we Francji. Zmarła 22 lutego 1878 roku w opinii świętości, mając 59 lat. Została pochowana w kościele św. Bonawentury w Rzymie. Beatyfikował ją papież Jan Paweł II w dniu 12 października 1997 roku.